# Ronald Vierbergen
Ronald Vierbergen (Rotterdam, 1 juni 1963) is een Nederlands grafisch ontwerper, regisseur en filmproducent.

## Levensloop

### Jeugd en opleiding
Vierbergen werd geboren in Rotterdam. Hij ging daar naar de Academie voor Beeldende Kunsten waar hij op de afdeling Visuele Communicatie studeerde. In 1987 studeerde hij af op het gebied van Audiovisueel en Illustratie.

### Carrière
Vierbergen werkte tijdens zijn stage bij de NOS op de afdeling grafisch ontwerp. Hij maakte onder meer leaders voor VPRO, KRO en TELEAC. In 1987 maakte hij in opdracht van Carlo Delbosq de nieuwe leader voor het NOS Journaal. Stephen Emmer componeerde hiervoor de muziek. Ook maakte hij het logo van NOS Studio Sport waarbij Tonny Eyk de muziek verzorgde. Begin jaren negentig was hij werkzaam bij het bedrijf Delbosq Productions waar hij audiovisueel ontwerpen maakte. Hierna was hij een aantal jaren werkzaam bij "NOB Design" en vervolgens tot medio jaren 00 bij regionale zenders. Hij werkte hier onder andere voor TV Utrecht, TV West, Kanaal 9 Utrecht, Omroep Zeeland en RTV Rijnmond. Daarnaast is hij werkzaam als docent op de Willem de Kooning Academie in Rotterdam. Momenteel verricht hij ook werken voor musea zoals onder meer het Openluchtmuseum in Arnhem, Museum Twentse Welle in Enschede, het Oorlogsmuseum Overloon, het Mariniersmuseum in Rotterdam, het Museum Catharijneconvent en het Geldmuseum in Utrecht. In 2010 produceerde hij de promofilm You and I belong here.